# ТЕЦ Gulf TS 1, 2
13°1′1″ пн. ш. 101°11′39″ сх. д. / 13.01694° пн. ш. 101.19417° сх. д.
ТЕЦ Gulf TS 1, 2 — теплоелектроцентраль, яка споруджена у тайській провінції Районг в індустріальному парку Eastern Seaboard Industrial Estate (ESIE).
У 2017 році на майданчику станції стали до ладу два однотипні парогазові блоки комбінованого циклу номінальною потужністю по 134 МВт, в кожному з яких дві газові турбіни живлять через відповідну кількість котлів-утилізаторів одну парову турбіну. Окрім виробництва електроенергії кожен блок може постачати підприємствам індустріальної зони технологічну пару в обсягах 30 тонн на годину.
Як паливо станція використовує природний газ (її майданчик знаходиться неподалік від газотранспортного коридору Районг — Бангпаконг).
Проект реалізували через Gulf TS 1 Company Limited (GTS 1) та Gulf TS 2 Company Limited (GTS 2), власниками яких із частками 74,99 % та 25,01 % є Gulf MP Company Limited (GMP) та WHA Utilities and Power PCL (WHAUP). При цьому GMP належить Gulf Energy Development Public Company (найбільший тайський приватний інвестор в електроенергетику) та японській Mitsui, що мають частки 70 % та 30 % відповідно, тоді як WHAUP є частиною WHA Group, що, зокрема, займається розвитком кількох тайських індустріальних парків.